# Chaîne Gothic
La chaîne Gothic (en anglais : Gothic Mountains) est un massif montagneux de la chaîne de la Reine-Maud, dans la chaîne Transantarctique, en Antarctique. Son point culminant est le mont Zanuck à 2 526 mètres d'altitude. Elle est comprise entre le glacier Scott à l'ouest et son affluent le glacier Albanus au nord et à l'est. Au sud-est, elle se rattache au plateau California de l'escarpement Watson.

## Sommets principaux
- Mont Zanuck, 2 526 m
- Mont Gerdel, 2 520 m
- Pic Ruotolo, 2 490 m
- Pic Zanuck Est, 2 518 m
- Mont Andrews, 2 481 m
- Scudder Mountain, 2 290 m
- Mont McKercher, 2 230 m
- Pic Grizzly, 2 200 m
- Spectre des pics Organ Pipe, 2 020 m

## Histoire
La chaîne Gothic est découverte en décembre 1934 par l'équipe de géologues de l'expédition Richard Byrd menée par Quin Blackburn. Son nom est suggéré par Edmund Stump, chef de l'équipe de l'Université d'État de l'Arizona pour l'U.S. Antarctic Research Program en 1980-1981, en raison de ses pics présentant une ressemblance avec une cathédrale gothique.